# پردسلاو
پردسلاو (به چکی: Předslav) یک منطقهٔ مسکونی در جمهوری چک است که در ناحیه کلاتووی واقع شده‌است. پردسلاو ۱۹٫۵۹ کیلومتر مربع مساحت و ۷۰۶ نفر جمعیت دارد و ۴۲۰ متر بالاتر از سطح دریا واقع شده‌است.